# Jeffrey Beecroft
Jeffrey Beecroft (* 1. April 1956 in Sacramento, Kalifornien) ist ein US-amerikanischer Szenenbildner.

## Leben
Beecroft wurde 1956 in Sacramento, Kalifornien, geboren. Nach der Erlangung seines Schulabschlusses studierte er an der New York University und in Berkeley. 1981 erlangte er einen Master of Fine Arts. Zu Beginn der 1980er Jahre begann er Fernsehproduktionen auszustatten, wie etwa die Fernsehserie Der Equalizer. Ab 1987 wandte er sich verstärkt dem Filmbereich zu. Zu seinen größten Erfolgen zählt Kevin Costners Der mit dem Wolf tanzt, für den er zusammen mit Lisa Dean eine Oscarnominierung in der Kategorie Bestes Szenenbild erhielt.

## Filmografie
- 1985–1986: Der Equalizer (The Equalizer)
- 1988: Der Hexenmeister (The Wizard of Loneliness)
- 1990: Der mit dem Wolf tanzt (Dances with Wolves)
- 1992: Bodyguard (The Bodyguard)
- 1994: Der Traum von Apollo XI (Pontiac Moon)
- 1995: 12 Monkeys (Twelve Monkeys)
- 1996: Kopf über Wasser (Head Above Water)
- 1997: The Game
- 1999: Message in a Bottle – Der Beginn einer großen Liebe (Message in a Bottle)
- 2007: Mr. Brooks – Der Mörder in Dir (Mr. Brooks)
- 2009: Lost & Found (TV-Film)
- 2013: Pain & Gain
- 2014: Transformers: Ära des Untergangs (Transformers: Age of Extinction)
- 2016: 13 Hours: The Secret Soldiers of Benghazi
- 2017: Transformers: The Last Knight
- 2018: A Quiet Place
- 2019: 6 Underground